# 重茂村
重茂村（おもえむら）は、昭和30年（1955年）まで岩手県下閉伊郡にあった村。現在の宮古市重茂・音部にあたる。

## 沿革
- 明治22年（1889年）4月1日 - 町村制施行にともない、重茂村と音部村が合併して新制の東閉伊郡重茂村が発足。
- 1897年（明治30年）4月1日 - 郡の統合により北閉伊郡・中閉伊郡・東閉伊郡が合併して下閉伊郡が発足[1]。下閉伊郡重茂村となる。
- 昭和30年（1955年）4月1日 - 崎山村・津軽石村・花輪村と共に宮古市に編入される。

## 行政
- 歴代村長

| 代 | 氏名       | 就任                      | 退任                       | 備考 |
| -- | ---------- | ------------------------- | -------------------------- | ---- |
|    | 大森孫之助 | 明治34年（1901年）7月9日  | 明治36年（1903年）8月25日  |      |
|    | 山本惣吉   | 明治37年（1904年）11月6日 | 明治41年（1908年）10月31日 |      |
|    | 立花顕義   | 明治42年（1909年）2月4日  | 明治45年（1912年）3月17日  |      |
|    | 重茂為治   | 明治45年（1912年）5月7日  | 昭和21年（1946年）12月3日  |      |
|    | 重茂徹夫   | 昭和22年（1947年）4月7日  | 昭和30年（1955年）3月31日  |      |